# Ortenburg (Familienname)
Ortenburg ist der Familienname folgender Personen:

## Namensträger
- Adalbert I. von Ortenburg († 1096), Stammherr der Kärntner Ortenburger
- Alram I. von Ortenburg († 1411)
- Alram II. von Ortenburg († 1460), Reichsgraf von Ortenburg
- Alram Karl Gottfried Hans Ladislaus Graf zu Ortenburg, († 2007) Patronatsherr von Schloss Tambach
- Christoph von Ortenburg (1480–1551), Reichsgraf von Ortenburg
- Christian von Ortenburg (1616–1684), Reichsgraf von Ortenburg, Vitztum der Oberpfalz
- Diepold von Ortenburg († 1285)
- Etzel I. von Ortenburg († 1446), Reichsgraf von Ortenburg
- Friedrich Casimir von Ortenburg (1591–1658), Reichsgraf von Ortenburg
- Friedrich III. von Ortenburg, auch Ortenberg († 1239), Propst von Reichersberg und Berchtesgaden
- Friedrich III. von Ortenburg (Kärnten) († 1418), Letzter der Kärntner Ortenburger
- Gabriel von Salamanca-Ortenburg (1489–1539), Generalschatzmeister und Hofkanzler in Österreich, Graf von Ortenburg (in Kärnten)
- Gebhard von Ortenburg († 1275), Graf von Ortenburg
- Georg I. von Ortenburg († 1422), Graf von Ortenburg
- Georg II. von Ortenburg († 1489), Reichsgraf von Ortenburg
- Georg III. von Ortenburg (1473–1553), Dompropst zu Freising, Domherr zu Freising, Augsburg und Salzburg
- Georg IV. von Ortenburg (1573–1627), Reichsgraf von Ortenburg
- Georg Philipp von Ortenburg (1655–1702), Reichsgraf von Ortenburg
- Georg Reinhard von Ortenburg (1607–1666), Reichsgraf von Ortenburg
- Hartwig (Salzburg), Hartwig von Ortenburg († 1023), Erzbischof von Salzburg (991–1023)
- Heinrich I. von Ortenburg († 1241), Graf von Ortenburg
- Heinrich II. von Ortenburg († 1257), Graf von Ortenburg
- Heinrich III. von Ortenburg († 1345), Graf von Ortenburg
- Heinrich IV. von Ortenburg († 1395), Graf von Ortenburg
- Heinrich V. von Ortenburg († 1449)
- Heinrich VII. von Ortenburg (1556–1603), Reichsgraf von Ortenburg
- Heinrich VIII. von Ortenburg (1594–1622)
- Joachim von Ortenburg (1530–1600), Reichsgraf von Ortenburg
- Johann II. von Ortenburg († 1499)
- Johann Georg von Ortenburg (1686–1725), Reichsgraf von Ortenburg
- Joseph Carl von Ortenburg (1780–1831), Reichsgraf von Ortenburg, Reichsgraf von Ortenburg-Tambach, Standesherr zu Tambach
- Moritz von Ortenburg († 1551), bayerischer Politiker
- Rapoto I. von Ortenburg († 1186), Graf von Ortenburg, Stammherr der bayerischen Ortenburger
- Rapoto II. von Ortenburg († 1231), Pfalzgraf von Bayern, Graf von Kraiburg, Graf von Ortenburg
- Rapoto III. von Ortenburg († 1248), Pfalzgraf von Bayern, Graf von Kraiburg, Graf von Ortenburg
- Rapoto IV. von Ortenburg († 1296), Graf von Ortenburg
- Sebastian I. (Ortenburg) (1434–1490), Reichsgraf von Ortenburg
- Sebastian II. von Ortenburg († 1559)
- Ulrich von Ortenburg (1188–1253), Bischof von Gurk
- Ulrich I. von Ortenburg († 1455), Dompropst von Passau, Domherr von Passau und Regensburg
- Ulrich II. von Ortenburg († 1524), Reichsgraf von Ortenburg
- Ulrich III. von Ortenburg († 1586)
- Wolfgang von Ortenburg († 1519), Reichsgraf von Ortenburg